# Гайок (Львівський район)
Гайо́к (до 1946 року - Підбатиїв) — село в Україні, у Кам'янка-Бузькій міській громаді Львівського району Львівської області. Населення становить 112 осіб. 

## Історія
Село засноване 1650 року.
17 серпня 2017 року Кам'янка-Бузька міська рада об'єднана з Кам'янка-Бузькою міською громадою.
17 липня 2020 року, в результаті адміністративно-територіальної реформи та ліквідації Кам'янка-Бузького району, село увійшло до складу Львівського району.

## Населення

### Мова
Розподіл населення за рідною мовою за даними перепису 2024 року:
| Мова       | Кількість | Відсоток |
| ---------- | --------- | -------- |
| українська | 110       | 100%     |

## Подія
3 травня 2021 року, на автошляху Н17 Львів — Луцьк поблизу села Гайок обвалився шляхопровід. Під час обвалу ніхто не постраждав. Про це було попереджено дорожні служби, які запронували на час ремонту варіанти об'їзду заблокованої, внаслідок обвалу, ділянки: Жовква — Червоноград та Буськ — Лопатин.